# 丁立美
丁立美（1871年10月2日—1936年9月22日，原名丁立瑂），山东省胶州大辛疃人，中国著名布道家。

## 经历
父亲丁启堂是当地最早期的基督徒，热心于传扬福音。1900年庚子拳乱时，把自已绑在大树上，才躲过拳民的追杀。弟弟丁立介，后来擅长于解经。
1883年，丁立美就读于美国长老会开办的登州文会馆，与贾玉铭同学，师从郭显德、赫士、柏尔根、伊维廉（William O, Elterich），在校奠立了一生信仰和西方知识的基础，1892年大学毕业。他毕业后留校任教三年，1896年又接受两年的神学训练，于1898年按立为牧师。1900年的庚子拳乱中，他曾在莱州入狱40天，笞杖二百。

### 学生立志布道团
1909年3月，宣教士路思义邀请丁立美到母校广文学堂（即文会馆）主领奋兴聚会，决志人数达到116人，占全校学生三份一以上，1910年6月23日，中华基督教青年会全国协会在直隶通州协和大学召开华北基督徒学生大会，成立中华学生立志传道团，口号是：当趁今世传道於祖国以及天下。丁立美担任巡行干事。 此后十年，将福音传至中国18个省份，带领大批大学生信主。丁立美牧师被称为中国的穆德 (John R. Mott) 、山东的使徒。
1918年8月间，丁立美、蔡苏娟等6人在江西牯岭，发起成立中华国内布道会。1919年年初，丁立美牧师率领传道团六位牧师，前往云南，在禄丰，大理，腾冲等地展开工作，向苗人传福音
1922年8月，约150名基督徒代表在江西牯岭，发起成立中华基督教学生立志布道团，丁立美当选为干事。

### 神学教育
1923年，丁牧师在山东滕县华北神学院执教八年，与贾玉铭同工。1932年，他在通圣会兴建的天津圣经神学院（位于原天津德租界中街，雍剑秋捐资）担任教授。
1936年9月22日，丁立美去世，年64岁，葬於天津的英国坟地。